# Colonia Valdense
Colonia Valdense és un poble de l'Uruguai, ubicat al departament de Colonia. La seva població segons el cens de 1996 és de 2.876 habitants.
Es troba sobre la ruta 1, a 121 km a l'oest de Montevideo, 67 km a l'est de Colonia del Sacramento i a menys de 10 km al sud-oest de Nueva Helvecia. Colonia Valdense es troba dins d'una de les zones més desenvolupades del sud del país, coneguda per la seva producció agrícola i ramadera.

## Història

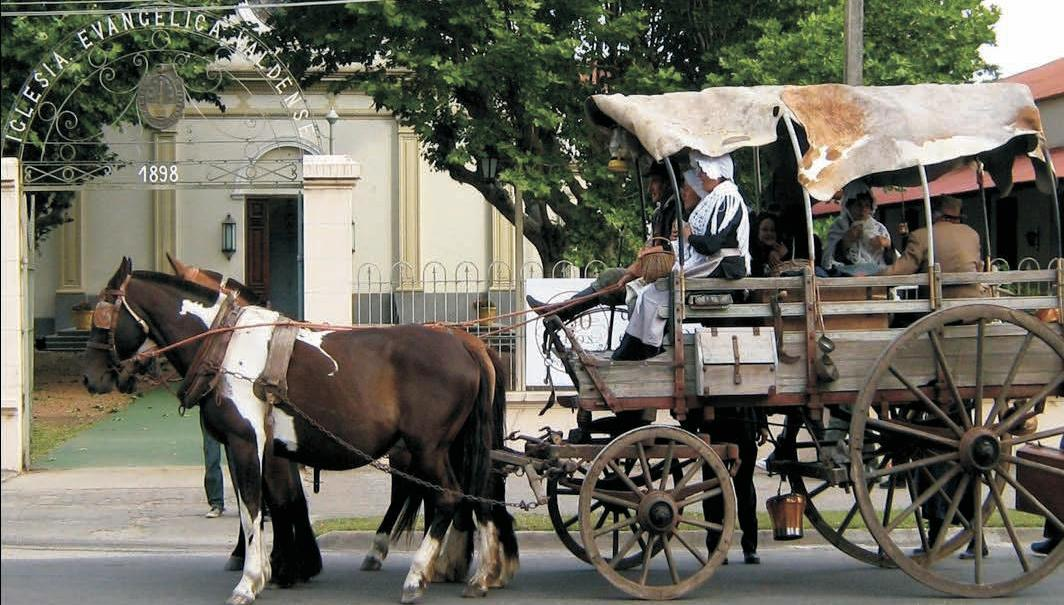
Celebracions del 150 aniversari de l'emigració valdesa a l'Uruguai.

El poble va ser fundat l'any 1856 quan un grup d'11 immigrants del Piemont van arribar a l'Uruguai, provinents de Villar Pellice (en occità, Vilar Pèlis), a la part alta de la vall del Pellice. Pren el seu nom de Pierre Valdo, francès fundador del moviment religiós conegut com "els Valdenses", al qual aquests primers immigrants pertanyien. No obstant això, els primers immigrants no es van establir immediatament al departament de Colonia. El seu primer punt d'arribada va ser el departament de Florida, i des d'allí es traslladen a la zona del Rosario Oriental.
Des d'aquell llavors, els immigrants van seguir arribant des de les valls valdeses, per escapar de les males condicions de vida dels seus països d'origen. L'arribada d'immigrants ha comportat una major ocupació de la terra, amb la fundació d'altres pobles.

## Punts d'interès

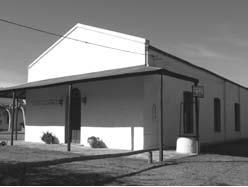
Museu Valdés.

- Liceu Daniel Armand Ugón. Fundat el 1888 amb el nom de Liceo Evangélico Valdense, va ser el segon institut d'educació secundària de l'Uruguai.
- Temple valdés, fundat el 1898.
- Museu valdés. Fundat el 1926 per "reunir tots els objectes que tenen un significat o recordar alguna cosa dels costums dels valdesos, així com els documents i escrits que serveixen per millorar el coneixement històric d'aquestes colònies, i tota mena de monedes i medalles que tenen algun significat històric."
- Parc 17 de Febrer. Es troba a la vora del Riu de la Plata, a 14 km del centre de Colonia Valdense. El seu nom complet és "Parc forestal, centre de campament, recreació i rehabilitació 17 de Febrer". El nom recorda la promulgació de les actes del rei Carles Albert I el 17 de febrer de 1848, l'acte pel qual els valdesos del Regne de Sardenya van obtenir els drets plens com a ciutadans.

## Agermanament
- Luserna San Giovanni, Itàlia